# Microsphecodes solitarius
Microsphecodes solitarius är en biart som först beskrevs av William Harris Ashmead 1900.  Microsphecodes solitarius ingår i släktet Microsphecodes och familjen vägbin. Inga underarter finns listade i Catalogue of Life.